# ماشی اوبا
ماشی اوبا (به لاتین: Maşioba) یک منطقه مسکونی در جمهوری آذربایجان است که در شهرستان خاچماز واقع شده‌است.